# Рубен Семеду
Рубен Афонсу Боржес Семеду (порт. Rúben Afonso Borges Semedo, нар. 4 квітня 1994, Амадора) — португальський футболіст, центральний захисник катарського «Ад-Духаїль» і національної збірної Португалії.

## Клубна кар'єра
Народився 4 квітня 1994 року в місті Амадора. Вихованець юнацьких команд футбольних клубів «Сакавененсі», «Бенфіка» та «Спортінг».
У дорослому футболі дебютував 2013 року виступами за другу команду «Спортінга», в якій того року взяв участь у 23 матчах чемпіонату, після чого наступного року був відданий в оренду до іспанського третьолігового «Реуса», а ще з рік — до «Віторії» (Сетубал).
Повернувшись до «Спортінга» у січні 2016 року, почав отримувати регулярну ігрову практику, хоча стабільним гравцем основного складу лісабонської команди не став.
У червні 2017 року за 14 мільйонів євро перейшов до «Вільярреала». В іспанській команді стикнувся з низкою травм і за сезон виходив на поле лише у чотирьох іграх Ла-Ліги.
Першу половину сезону 2018/19 провів в оренді у складі «Уески», а його другу половину — на батьківщині в «Ріу-Аве».
У червні 2019 року «Вільярреал» погодив перехід гравця за 4,5 мільйони євро до грецького «Олімпіакоса». У пірейській команді почав регулярно виходити на поле і допоміг їй у першому ж сезоні зробити «дубль», вигравши чемпіонат і Кубок країни.

## Виступи за збірні
2014 року дебютував у складі юнацької збірної Португалії (U-20), загалом на юнацькому рівні взяв участь у 4 іграх, відзначившись одним забитим голом.
Протягом 2015–2017 років залучався до складу молодіжної збірної Португалії. На молодіжному рівні зіграв у 10 офіційних матчах, забив 3 голи.
У жовтні 2020 року дебютував в офіційних матчах у складі національної збірної Португалії.
| Дата       | Місто   | Господарі  | Результат | Гості      | Турнір                               | Голи | Примітки |
| ---------- | ------- | ---------- | --------- | ---------- | ------------------------------------ | ---- | -------- |
| 7-10-2020  | Лісабон | Португалія | 0 – 0     | Іспанія    | товариський матч                     | -    | 56'      |
| 11-11-2020 | Лісабон | Португалія | 7 – 0     | Андорра    | товариський матч                     | -    |          |
| 17-11-2020 | Спліт   | Хорватія   | 2 – 3     | Португалія | Ліга націй УЄФА 2020-2021 - 1-й етап | -    |          |
| Усього     |         | Матчів     | 3         |            | Голів                                | 0    |          |

## Титули і досягнення
- Чемпіон Греції (2):

«Олімпіакос»: 2019-20, 2020-21
- Володар Кубка Греції (1):

«Олімпіакос»: 2019-20
- Чемпіон Португалії (1):

«Порту»: 2021-22
- Володар Кубка Португалії (1):

«Порту»: 2021-22
- Володар Кубка наслідного принца Катару (1):

«Ад-Духаїль»: 2023
- Чемпіон Катару (1):

«Ад-Духаїль»: 2022-23
- Володар Кубка зірок Катару (1):

«Ад-Духаїль»: 2022-23